# Robin Christopher
Robin Christopher (* 18. Juni 1965 in Revere, Massachusetts) ist eine US-amerikanische Schauspielerin.
Sie brach zunächst das an der Boston University begonnene Studium ab, um Schauspielerin zu werden und begab sich hierzu nach New York City. Sie erlernte die Schauspielerei bei Stella Adler und William Esper.
Ihre bekannteste Rolle war die der Skye Quartermaine in General Hospital (seit 2006: 98 Episoden). Diese Rolle spielte sie auch in den Serien All My Children und der Serie One Life to Live.
Sie spielte in zwei Folgen der ersten Staffel der Star Trek Serie "Deep Space Nine" die bajoranische Technikerin Neela.
Sie hat mit dem Schauspieler Matthew Crane, der ebenfalls bei General Hospital mitspielt, zwei Kinder.